# MU Весов
MU Весов (лат. MU Librae) — одиночная переменная звезда в созвездии Весов на расстоянии (вычисленном из значения параллакса) приблизительно 9490 световых лет (около 2910 парсеков) от Солнца. Видимая звёздная величина звезды — от +20,1m до +18,7m.

## Характеристики
MU Весов — пульсирующая переменная звезда типа RR Лиры (RRAB).